# Paramphinome pulchella
Paramphinome pulchella är en ringmaskart som först beskrevs av McIntosh 1868.  I den svenska databasen Dyntaxa används istället namnet Paramphinome jeffreysi. Paramphinome pulchella ingår i släktet Paramphinome och familjen Amphinomidae.
Artens utbredningsområde är Mexikanska golfen. Arten är reproducerande i Sverige. Inga underarter finns listade i Catalogue of Life.